# Кубок світу з біатлону 2013—2014, мас-старт, чоловіки
Залік гонок із масовим стартом серед чоловіків у рамках Кубка світу з біатлону 2013-14 складається з 3 гонок. Свій титул володаря малого кришталевого глобусу відстоюватиме француз Мартен Фуркад.

## Формат
У гонках з масовим стартом беруть участь 30 біатлоністів, стартуючи водночас. Переможцем стає той з них, який першим перетне фінішну лінію. Гонка проводиться на дистанції 15 км, спортсмени долають 5 кіл і чотири рази виконують стрільбу: двічі з положення лежачи й двічі з положення стоячи. Перша стрільба виконується на установці, що відповідає стартовому номеру спортсмена, далі - в порядку прибуття біатлоністів на стрільбу. На кожній стрільбі біатлоніст повинен влучити в 5 мішеней. За кожен невлучний постріл він карається додатковим колом довжиною 150 м.

## Переможці й призери гонок
| Гонка:                                                                 | Золото:               | Час               | Срібло:                      | Час               | Бронза:             | Час               |
| Обергоф Протокол [Архівовано 1 квітня 2016 у Wayback Machine.]         | Мартен Фуркад Франція | 37:39.4 (1+0+0+0) | Олексій Волков Росія         | 37:44.6 (0+0+0+0) | Тар'єй Бо Норвегія  | 37:58.4 (0+1+1+0) |
| Поклюка Протокол [Архівовано 9 березня 2014 у Wayback Machine.]        | Б'єрн Феррі Швеція    | 35:19.3 (0+0+0+0) | Мартен Фуркад Франція        | 35:24.2 (0+0+0+0) | Євген Устюгов Росія | 35:31.8 (0+0+0+0) |
| Хольменколлен Протокол [Архівовано 23 березня 2014 у Wayback Machine.] | Мартен Фуркад Франція | 40:59.9 (0+0+1+0) | Домінік Ландертінгер Австрія | 41:06.9 (0+0+0+0) | Яков Фак Словенія   | 41:32.8 (0+0+1+1) |

## Поточна таблиця
| #  | Біатлоніст                 | РУП | ПОК | ХОЛ | Разом |
| -- | -------------------------- | --- | --- | --- | ----- |
|    | Мартен Фуркад (FRA)        | 60  | 54  | 60  | 174   |
| 1  | Домінік Ландертінгер (AUT) | 38  | 17  | 54  | 109   |
| 3  | Еміль Хегле Свендсен (NOR) | 30  | 43  | 27  | 100   |
| 4  | Тім Берк (USA)             | 32  | 36  | 32  | 100   |
| 5  | Сімон Детьє (FRA)          | 28  | 28  | 43  | 99    |
| 6  | Жан-Гійом Беатрікс (FRA)   | 24  | 38  | 31  | 93    |
| 7  | Андрейс Расторгуєвс (LAT)  | 27  | 30  | 36  | 93    |
| 8  | Уле-Ейнар Б'єрндален (NOR) | 20  | 32  | 40  | 92    |
| 9  | Ондрей Моравець (CZE)      | 40  | 29  | 16  | 85    |
| 10 | Йоганнес Бо (NOR)          | 23  | 40  | 19  | 82    |
| 11 | Олександр Логінов (RUS)    | 34  | 31  | 14  | 79    |
| 12 | Б'єрн Феррі (SWE)          | —   | 60  | 18  | 78    |
| 13 | Лукас Гофер (ITA)          | 36  | 12  | 30  | 78    |
| 14 | Фредрік Ліндстрем (SWE)    | 26  | 25  | 21  | 72    |
| 15 | Дмитро Малишко (RUS)       | 31  | 23  | 17  | 71    |
| 16 | Олексій Волков (RUS)       | 54  | 16  | 0   | 70    |
| 17 | Яков Фак (SLO)             | —   | 22  | 48  | 70    |
| 18 | Сергій Семенов (UKR)       | 18  | 27  | 25  | 70    |
| 19 | Євген Устюгов (RUS)        | 17  | 48  | —   | 65    |
| 20 | Даніель Бем (GER)          | 16  | 34  | 12  | 60    |
| 21 | Сімон Шемпп (GER)          | 19  | 15  | 26  | 60    |
| 22 | Арнд Пайффер (GER)         | —   | 24  | 34  | 58    |
| 23 | Антон Шипулін (RUS)        | 29  | —   | 27  | 57    |
| 24 | Тар'єй Бо (NOR)            | 48  | —   | —   | 48    |
| 25 | Сімон Едер (AUT)           | 0   | 26  | 22  | 48    |
| 26 | Андреас Бірнбахер (GER)    | 43  | —   | —   | 43    |
| 27 | Євген Гаранічев (RUS)      | —   | —   | 38  | 38    |
| 28 | Ярослав Соукуп (CZE)       | —   | 18  | 20  | 38    |
| 29 | Ловелл Бейлі (USA)         | —   | 21  | 13  | 34    |
| 30 | Давид Коматц (AUT)         | —   | —   | 29  | 29    |
| #  | Біатлоніст                 | РУП | ПОК | ХОЛ | Разом |
| 31 | Крістоф Штефан (GER)       | 25  | —   | —   | 25    |
| 32 | Карл Юхан Бергман (SWE)    | —   | —   | 24  | 24    |
| 33 | Ларс Бергер (NOR)          | —   | —   | 23  | 23    |
| 34 | Міхал Шлезінгр (CZE)       | 22  | —   | —   | 22    |
| 35 | Ерік Лессер (GER)          | 21  | —   | —   | 21    |
| 36 | Брендан Ґрін (CAN)         | —   | 20  | —   | 20    |
| 37 | Дмитро Підручний (UKR)     | —   | 19  | —   | 19    |
| 38 | Кентен Фійон-Майє (FRA)    | —   | —   | 15  | 15    |
| 39 | Каурі Койв (EST)           | 15  | —   | —   | 15    |
| 40 | Клемен Бауер (SLO)         | —   | 14  | —   | 14    |
| 40 | Беньямін Веґер (SUI)       | 14  | —   | —   | 14    |
| 42 | Фрідріх Пінтер (AUT)       | —   | 13  | —   | 13    |
| 42 | Артем Прима (UKR)          | 13  | —   | —   | 13    |

## Виноски
1. ↑  MEN'S WORLD CUP MASS START SCORE. Архів оригіналу за 1 березня 2011. Процитовано 6 січня 2014.